# Trzy Świece

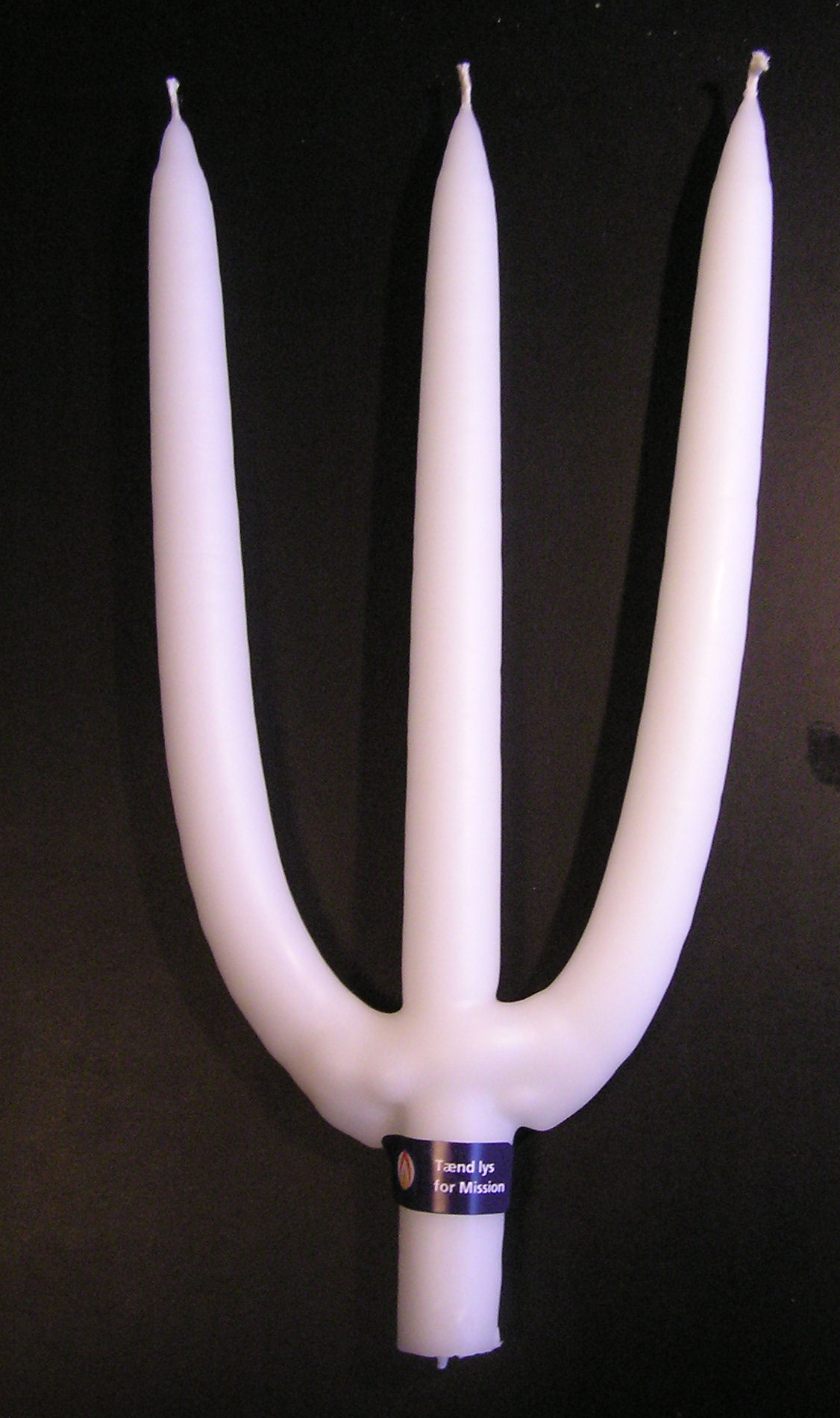
Kóngakerti.

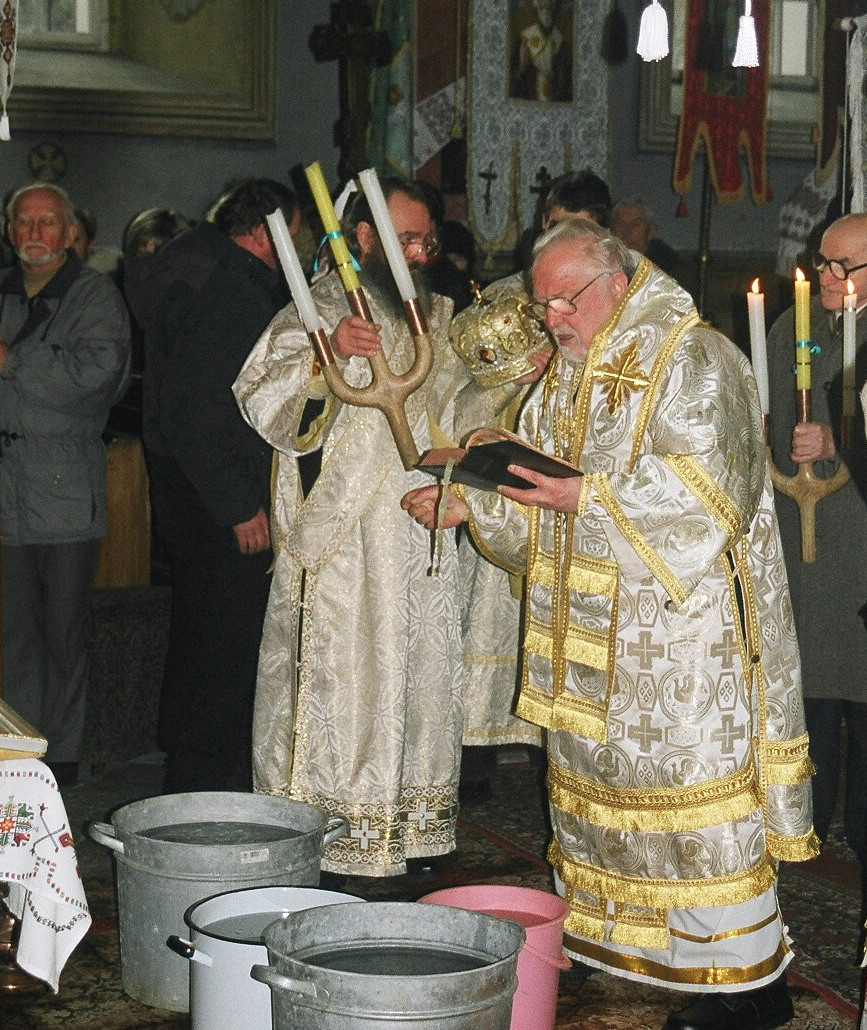
Obrzęd święcenia wody, Sobór Świętej Trójcy w Sanoku

Świeca Trzech Króli, isl. kóngakerti (świeca króla) – w skandynawskiej tradycji trzy długie cienkie woskowe świece zwężające się ku końcowi w formie przypominające grecką literę Psi Ψ. Świece zapalane są w noc Objawienia Pańskiego, i symbolizują ostatni dzień kończący uroczystości Bożego Narodzenia. W Szwecji "trzy świece" nazywane są "Trettondedag Christmas" lub "trettondedag", w Danii Helligtrekongerslys.
Również w tradycji wschodniej w święto Jordan trzy świece, umieszczane na trójramiennym świeczniku zapalane są w dzień kończący święta Bożego Narodzenia.

## zobacz też
- Trikirion